# فتوى حول التعددية الدينية والليبرالية والعلمانية (إندونيسيا)
فتوى حول التعددية الدينية والليبرالية والعلمانية في يوليو 2005م أصدر مجلس العلماء الإندونيسي وهي هيئة دينية إسلامية شبه رسمية في إندونيسيا، فتوى شرعية ضد التعددية الدينية والليبرالية والعلمانية. أثار إصدار الفتوى جدلا كبيرا واهتمام العلماء. تناولت الفتوى الاتجاه الإصلاحي للإسلام الذي كان شائعًا بين المجتمع الإندونيسي الواسع على مدى السنوات الـ 25 الماضية. دعت الاتجاهات الإندونيسية إلى قراءة أكثر جوهرية للقرآن والحديث بدلاً من المقاربات الحرفية التي اتخذتها غالبية العلماء. اعتبر مجلس العلماء مثل هذه الأفكار غير متوافقة مع التعاليم الإسلامية، كإصدار الفتوى للترويج لقراءة أكثر حرفية للكتب الإسلامية. وقد انتقد المثقفون المسلمون التقدميون الفتوى بشدة.

## المحتوى
تتكون فتاوى مجلس العلماء الإندونيسي من ثلاثة أقسام: «الاعتبار» و«التذكير» و«التوضيح». يتناول قسم «الاعتبار» في الفتوى خلفية الإصدار. قسم «التذكير» يقدم الدلائل من القرآن والحديث النبوي لتبرير الفتوى. يشكل قسم «الإيضاح» جوهر الفتوى، التي تنقسم إلى أقسام يقين عام وقانوني. يحدد قسم «اليقين العام» تعريف المفاهيم التي أثيرت في الفتوى. قسم «اليقين القانوني» يعطي الأحكام التي نصح بفرضها.
يترجم بيرس غيليسبي من الجامعة الوطنية الأسترالية قسم «النظر» على النحو التالي:
- في الآونة الأخيرة حدث نمو في التعددية الدينية والليبرالية والعلمانية تم فهمه بطرق متنوعة في المجتمع.
- أدى نمو التعددية الدينية والليبرالية والعلمانية الدينية داخل المجتمع إلى عدم الارتياح والقلق إلى الحد الذي طلب فيه جزء من المجتمع من مجلس العلماء الإندونيسي تقديم بعض التوضيح عن طريق فتوى تتعلق بهذه المشكلة.
- لذلك تشعر الحركة أن من الضروري صياغة فتوى حول فهم التعددية والليبرالية والعلمانية الدينية من أجل توفير التوجيه للمجتمع الإسلامي.

ويحلل أن قسم نمو التعددية في المجتمع الإندونيسي وضع مجلس العلماء الإندونيسي كممثل للمجتمع المسلم. بشكل عام يحدد القسم النقاش من خلال اعتبار الأفكار الإصلاحية بمثابة إشكالية. في قسم «التذكير» تم الاستشهاد بالعديد من الآيات القرآنية والأحاديث النبوية، من بينها ذكر الآية 19 و85 من سورة آل عمران لضمان وجود تفسير واحد صحيح للإسلام، ويستشهد البيان بالآية 116 من سورة الأنعام بالتحذير من غالبية الناس الذين يؤمنون بالتفسيرات الليبرالية للإسلام، كما تم الاستشهاد بالآية 6 من سورة الكافرون لتوضيح أن الفتوى ليست موجهة ضد الجماعات الدينية الأخرى، وهناك ثمانية آيات قرآنية إجمالاً وثلاث أحاديث تسند الفتوى فيما ذهبت إليه. يتكون قسم «التوضيح» من أقسام اليقين العام والقانوني، يحدد قسم «اليقين العام» أربعة مفاهيم يتم استخدامها في الفتوى، وهي التعددية الدينية والليبرالية الدينية والعلمانية الدينية، والجدير بالذكر أن فكرة التعددية الدينية تعتبر منفصلة عن المفهوم الثابت في الإسلام. تبعاً لذلك فإن التعددية الدينية هي أيديولوجية تعود إلى جميع الأديان، بينما التعددية اللبرالية شرط أن تعيش الأديان المختلفة جنباً إلى جنب. الليبرالية الدينية هي تفسير يمليه التفكير المستقل، أما العلمانية الدينية هي فكرة لترسيم الدين في المجال الخاص.
وبناءً على هذه التعريفات فإن قسم «اليقين القانوني» يعلن أن فتوى التعددية الدينية والليبرالية الدينية والعلمانية الدينية على أنها متناقضة مع الإسلام. كما يأمر المسلمين بعدم اتباع هذه الأفكار. تنص الفتوى على أنه فيما يتعلق بقضية العقيدة والعبادة فإنه يجب أن يكون الدين الإسلامي حصريًا في ممارسات الفرد المسلم. بناء على ذلك في القضايا التي لا تتعلق بالعقيدة أو العبادة يمكن للمسلمين التفاعل مع غير المسلمين بطريقة للحفاظ على التعددية الدينية.